# Сацункевич, Иван Леонович
Иван Леонович Сацункевич (28 октября 1904, д. Маконь, Минская губерния, ныне Червенский район Минской области — 18 апреля 1989) — белорусский государственный деятель, экономист, ректор Белорусского государственного института народного хозяйства (БГИНХ) в 1935—1936 годах, один из организаторов и руководителей подполья и партизанского движения в Минской области в Великую Отечественную войну.

## Биография
В 1926 окончил рабфак БГУ. В 1931 окончил промышленное отделение факультета народного хозяйства БГУ по специальности инженер-экономист по деревообработке. Занимался в аспирантуре и работал заместителем директора по производственному обучению Планово-экономического института. С 1934 работал деканом ФЭФ БГИНХ, а с декабря 1935 директором БГИНХ. В 1936 отозван Госпланом для работы в плановые органы. С 1939 первый секретарь Заславского райкома партии, секретарь Минского обкома партии по промышленности.
В феврале 1942 организовал партизанский отряд «Разгром», стал организатором партизанского движения в Кайдановском, Руднянском, Пуховичском, Червенском, Минском и других районах Минской области. С 3 октября 1942 до 15 марта 1943 возглавлял Минский подпольный межрайком КП(б)Б и партизанское соединение Минской зоны, 16 ноября 1942 — март 1943 — член Минского подпольного обкому КП(б)Б.
С марта 1943 года комиссар лёгкой промышленности БССР в Москве. В 1946-1953 нарком, затем министр лёгкой промышленности, до 1965 года — начальник главного управления рыбной промышленности при Совмине БССР.
На XIX и XX съездах КП(б)Б избирался кандидатом в члены ЦК КП Беларуси. Депутат Верховного Совета БССР второго созыва в 1947—1951. Награждён тремя орденами, в том числе орденом Ленина. Автор книги «Суровая быль» (2-е издание, 1979).